# Agapanthus coddii
Agapanthus coddii là một loài thực vật có hoa trong họ Amaryllidaceae. Loài này được F.M.Leight. mô tả khoa học đầu tiên năm 1965.